# Rędziny (gmina)

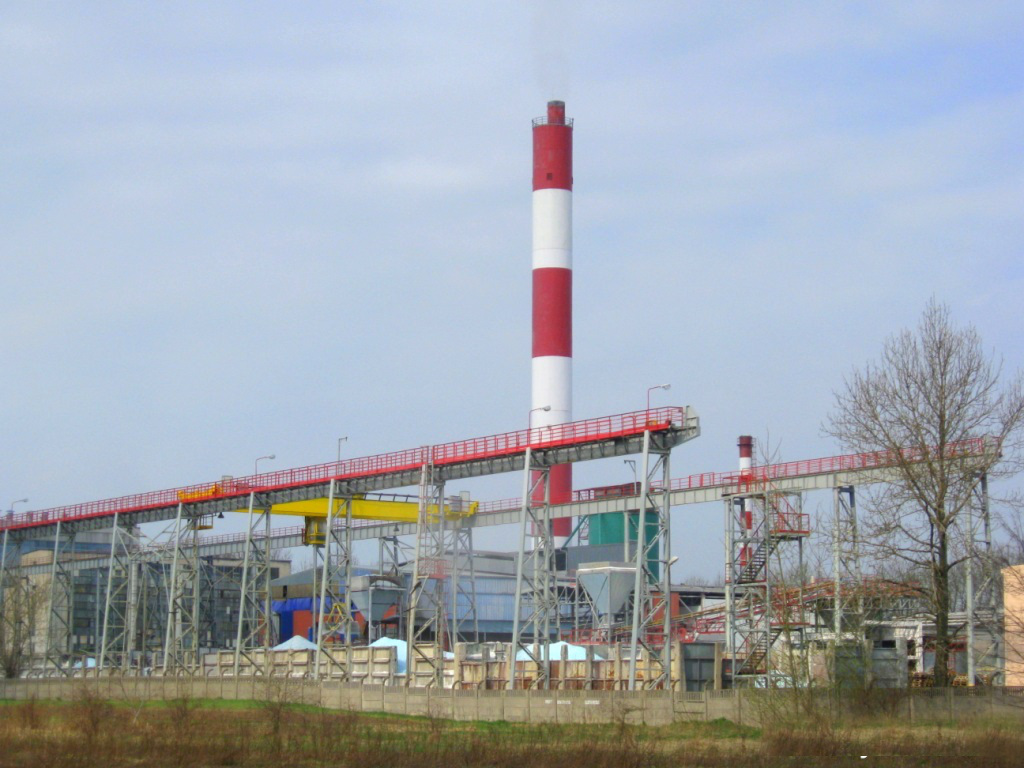
Zakłady Chemiczne „Rudniki”

Rędziny – gmina wiejska w województwie śląskim, w powiecie częstochowskim. Siedzibą gminy są Rędziny, pozostałe miejscowości to: Karolina, Konin, Kościelec, Madalin, Marianka Rędzińska, i Rudniki. Gmina sąsiaduje z Częstochową oraz z gminami: Kłomnice, Mstów i Mykanów.
Według danych z 31 grudnia 2018 gminę zamieszkiwało 9 826 osób. Jest to najgęściej zaludniona gmina powiatu częstochowskiego.

## Transport

### Drogowy
Przez gminę Rędziny przebiegają drogi:
- E75 Rusocin - Toruń - Łódź - Piotrków Trybunalski - Radomsko - Częstochowa - Bytom - Zabrze - Gliwice - Rybnik - Gorzyczki (granica państwowa)

Na północy gminy Rędziny, na pograniczu Mykanowa a Kościelca, położony jest węzeł drogowy. Łączy on autostradę A1 z drogą powiatową nr 1059S. Węzeł został zaprojektowany w formie trąbki.
- Gdańsk - Toruń - Włocławek - Łódź - Piotrków Trybunalski - Radomsko - Częstochowa - Podwarpie

W gminie Rędziny przejeżdżają drogi powiatowe:
| Numer drogi | Przebieg | Długość drogi w (km) |
| ----------- | --- | -------------------- |
| 1005S       | Rędziny (ul. Szkolna) - Jaskrów DW786 | 1,7                  |
| 1059S       | Mykanów - skrzyżowanie z A1 - Kościelec (ul. Mykanowska, ul. Wolności) - Rudniki (ul. Wojska Polskiego, ul. Stalowa)                                                     | 5,1                  |
| 1060S       | Częstochowa, Wyczerpy-Aniołów - Marianka Rędzińska (ul. Srebrna) - Rudniki (ul. Fabryczna, ul. Dworcowa, ul. Mstowska) - Konin (ul. Kielecka) - Wancerzów (ul. Mstowska) | 8,2                  |
| 1061S       | Marianka Rędzińska (ul. Kościuszki) - Rędziny | 2,0                  |
|             | | 17,0                 |

### Kolejowy[7]
Przez gminę przechodzą linie kolejowe:
- 1 Warszawa Zachodnia - Katowice (316,066 km)
- 146 posterunek odgałęźny Wyczerpy - Chorzew Siemkowice (49,200 km)

Gmina posiada na swoim terenie jeden przystanek kolejowy: Rudniki koło Częstochowy.

### Lotniczy
W Kościelcu znajduje się lotnisko Częstochowa-Rudniki.

### Komunikacja Miejska
Gmina Rędziny jako jedna z nielicznych gmin wiejskich w Polsce posiada własną komunikację autobusową. Zajmuje się nią Gminny Zakład Komunikacyjny w Rędzinach.

## Historia

Gmina na tle zmieniającego się podziału administracyjnego powiatu częstochowskiego

W 1867 roku gmina Rędziny (istniejąca już wcześniej) weszła w skład nowo utworzonego powiatu częstochowskiego należącego do guberni piotrkowskiej. Gmina zajmowała wówczas obszar znacznie większy, niż obecnie. Należały do niej m.in. Brzyszów, Kusięta, Kręciwilk, Lubojna, Mirów, Wyczerpy Górne. W 1933 roku gminę podzielono na 15 gromad. Taki stan utrzymywał się do II wojny światowej. W czasie niemieckiej okupacji gmina należała do Generalnego Gubernatorstwa (dystrykt radomski).
W 1952 roku granice gminy uległy znacznym zmianom. Mirów oraz Kręciwilk zostały włączone do Częstochowy, Lubojna i Wola Hankowska weszły w skład nowo utworzonej gminy Lubojna. Nastąpiła także wymiana terenów z gminą Mstów: Srocko zostało włączone do gminy Mstów, natomiast osiedle Ołowianka do gminy Rędziny.
W latach 1954–1972 gmina nie funkcjonowała – była podzielona na gromady (m.in. gromada Rędziny, gromada Rudniki, gromada Wyczerpy Górne). Została reaktywowana w 1973 roku. W latach 1975–1998 gmina położona była w województwie częstochowskim. 
1 stycznia 1977 roku z gminy wyłączono Wyczerpy Górne, Rząsawę oraz Zagajnik. Miejscowości te włączono do Częstochowy.

## Struktura powierzchni
Powierzchnia gminy wynosi 41,36 km². Według danych z 2014 roku struktura powierzchni jest następująca:
- użytki rolne: 76,74%,
- grunty zabudowane i zurbanizowane: 18,14%,
- grunty  leśne oraz  zadrzewione  i  zakrzewione: 4%.

Gmina stanowi 2,72% powierzchni powiatu.

## Honorowi Obywatele Gminy
- Aleksandra Polanowska-Libner – mieszkanka Rędzin, pedagog, społecznik, a także autorka licznych książek dla dzieci i młodzieży.